# اتحاد خانيونس موسم 2013–14
اتحاد خانيونس موسم 2013–14 هو الموسم الخامس له منذ تأسيس النادي في عام 1994.

## البطولات

### نظرة عامة
| المنافسة                           | أول مباراة       | آخر مباراة    | الدور الافتتاحي | المركز النهائي | السجل | السجل | السجل | السجل | السجل | السجل | السجل | السجل   |
| المنافسة                           | أول مباراة       | آخر مباراة    | الدور الافتتاحي | المركز النهائي | لعب   | ف     | ت     | خ     | له    | عليه  | ف.أ.  | الفوز % |
| ---------------------------------- | ---------------- | ------------- | --------------- | -------------- | ----- | ----- | ----- | ----- | ----- | ----- | ----- | ------- |
| الدوري الفلسطيني الممتاز لقطاع غزة | 28 6 سبتمبر 2013 | 30 مارس 2014  | الإسبوع الأول   | الوصيف         | 22    | 11    | 6     | 5     | 29    | 19    | +10   | 050٫00  |
| كأس فلسطين لأندية قطاع غزة         | 6 ديسمبر 2013    | 11 أبريل 2014 | دور ال32        | دور ال16       | 2     | 0     | 2     | 0     | 1     | 1     | +0    | 000٫00  |
| المجموع                            | المجموع          | المجموع       | المجموع         | المجموع        | 24    | 11    | 8     | 5     | 30    | 20    | +10   | 045٫83  |

المصدر: المنافسات

### الدوري الفلسطيني
|   | الترتيب       | الترتيب       | الترتيب       | المباريات | المباريات | المباريات | المباريات | أهداف | أهداف | أهداف | نقاط |
| ل | الترتيب       | الترتيب       | الترتيب       | ف         | ت         | خ         | ل         | ع     | +/-   |       | نقاط |
| - | ------------- | ------------- | ------------- | --------- | --------- | --------- | --------- | ----- | ----- | ----- | ---- |
| 1 | شباب رفح      | شباب رفح      | شباب رفح      | 22        | 11        | 10        | 1         | 29    | 12    | 17    | 43   |
| 2 | اتحاد خانيونس | اتحاد خانيونس | اتحاد خانيونس | 22        | 11        | 6         | 5         | 29    | 19    | 10    | 39   |
| 3 | الصداقة       | الصداقة       | الصداقة       | 22        | 10        | 8         | 4         | 17    | 10    | 7     | 38   |
| 4 | خدمات رفح     | خدمات رفح     | خدمات رفح     | 22        | 8         | 8         | 6         | 25    | 20    | 5     | 32   |

### كأس فلسطين
| 19 يناير 2014 دور ال32 | اتحاد خانيونس | 0–0 (4–1 ج) | خدمات جباليا | قطاع غزة |

| 16 فبراير 2014 دور ال16 | اتحاد خانيونس | 1–1 (3–5 ج) | الصداقة | قطاع غزة |